# Физика плазмы
Фи́зика пла́змы — раздел физики, изучающий свойства и поведение плазмы, в частности, в магнитных полях. Плазма рассматривается как неструктурированная квазинейтральная система из большого числа заряженных частиц с коллективной динамикой.
Для физики плотной плазмы справедливо утверждение, что её можно считать подразделом физики сплошных сред, так как при исследовании плотной плазмы речь идёт о макроскопическом поведении частично или полностью ионизованной сплошной среды. Однако разреженная плазма не всегда адекватно описывается методами механики сплошных сред.

## Основные направления исследования
- устойчивость плазмы во внешних полях
- волны в плазме
- электрические, магнитные и оптические свойства плазмы
- диффузия, проводимость и другие кинетические явления в плазме
- динамика плазмы с вмороженным в неё магнитным полем (магнитогидродинамика)
- физика космической плазмы (ионосфера, структура звёзд, плазма в межзвёздном и межгалактическом пространстве)
- турбулентность в плазме[2]
- динамические нелинейные структуры в плазме[2]
- коллективные явления в плазме[1]
- Управляемый термоядерный синтез с магнитным и инерциальным удержанием, пинчи и т. п.
- Термодинамика, кинетика (вт.ч. явления переноса), элементарные процессы в плазме (ионизация, излучение, столкновения и т.п).
- Диагностика плазмы.
- Источники и генерация плазмы.
- Заряженная плазма, пучки частиц в плазме, плазменная электроника.
- Взаимодействие плазмы с веществом в других агрегатных состояниях (с поверхностью твердых тел, с пылевыми частицами, с кластерами, аэрозолями, жидкостями и т.п).
- Плазменные явления в конденсированном веществе (твердых телах, электролитах и пр).
- Плазменные технологии и устройства.
- Плазмохимия и реакции в плазме.[3]

## Основные применения
- удержание плазмы в магнитных ловушках (Токамак, Стелларатор); управляемый термоядерный синтез[4]
- магнитогидродинамический генератор[5]
- плазменный ракетный двигатель[6]

## Организация исследований и образования

### Журналы
Самым высоким импакт-фактором из специализированных журналов обладает журнал «Physics of Plasmas», издаваемый Американским институтом физики.
Российская академия наук издаёт журнал «Физика плазмы»